# U-109 (tàu ngầm Đức) (1940)
U-109 là một tàu ngầm tuần dương  Lớp Type IX thuộc phân lớp Type IXB được Hải quân Đức Quốc Xã chế tạo trong Chiến tranh Thế giới thứ hai. Nhập biên chế năm 1940, nó đã thực hiện chín chuyến tuần tra, đánh chìm tổng cộng 12 tàu buôn với tổng tải trọng 79.969 GRT, đồng thời gây hư hại cho một tàu buôn tải trọng 6.548 GRT. Trong chuyến tuần tra cuối cùng, U-64 bị một máy bay ném bom B-24 Liberator của Không quân Hoàng gia Anh đánh chìm trong Đại Tây Dương vào ngày 4 tháng 5, 1943.

## Thiết kế và chế tạo

### Thiết kế
Thiết kế của tàu ngầm Type IXB là phiên bản nâng cấp nhỏ từ Type IXA, tăng thêm trữ lượng nhiên liệu để kéo dài tầm xa hoạt động. Chúng có trọng lượng choán nước 1.051 t (1.034 tấn Anh) khi nổi và 1.178 t (1.159 tấn Anh) khi lặn. Con tàu có chiều dài chung 76,50 m (251 ft 0 in), lớp vỏ trong chịu áp lực dài 58,75 m (192 ft 9 in), mạn tàu rộng 6,51 m (21 ft 4 in), chiều cao 9,60 m (31 ft 6 in) và mớn nước 4,70 m (15 ft 5 in).
Chúng trang bị hai động cơ diesel MAN M 9 V 40/46 siêu tăng áp 9-xy lanh 4 thì, tổng công suất 4.400 PS (3.200 kW; 4.300 bhp), dẫn động hai trục chân vịt đường kính 1,92 m (6,3 ft), cho phép đạt tốc độ tối đa 18,2 kn (33,7 km/h), và tầm hoạt động tối đa 12.000 nmi (22.000 km) khi đi tốc độ đường trường 10 kn (19 km/h). Khi đi ngầm dưới nước, chúng sử dụng hai động cơ/máy phát điện Siemens-Schuckert 2 GU 345/34 tổng công suất 1.000 PS (740 kW; 990 shp). Tốc độ tối đa khi lặn là 7,3 kn (13,5 km/h), và tầm hoạt động 64 nmi (119 km) ở tốc độ 4 kn (7,4 km/h). Con tàu có khả năng lặn sâu đến 230 m (750 ft).
Vũ khí trang bị có sáu ống phóng ngư lôi 53,3 cm (21 in), bao gồm bốn ống trước mũi và hai ống phía đuôi, và mang theo tổng cộng 22 quả ngư lôi 53,3 cm (21 in). Tàu ngầm Type IX trang bị một hải pháo 10,5 cm (4,1 in) SK C/32 với 110 quả đạn, một pháo phòng không 3,7 cm (1,5 in) SK C/30 và hai pháo phòng không 2 cm (0,79 in) C/30. Thủy thủ đoàn bao gồm 4 sĩ quan và 44 thủy thủ.

### Chế tạo
U-109 được đặt hàng vào ngày 24 tháng 5, 1938, và được đặt lườn tại xưởng tàu AG Weser của hãng DeSchiMAG ở Bremen vào ngày 9 tháng 3, 1940. Nó được hạ thủy vào ngày 14 tháng 9, 1940, và nhập biên chế cùng Hải quân Đức Quốc Xã vào ngày 5 tháng 12, 1940 dưới quyền chỉ huy của Hạm trưởng, Đại úy Hải quân Heinrich Schuch.

## Lịch sử hoạt động

### 1941
Vào lúc nhập biên chế, U-109 gia nhập Chi hạm đội U-boat 2 để huấn luyện tại Kiel, và chuyển đến Danzig từ ngày 20 tháng 12, 1940. Nó chuyển sang hoạt động trên tuyến đầu từ ngày 1 tháng 5, 1941.

#### Chuyến tuần tra thứ nhất
U-109 khởi hành từ Kiel vào ngày 6 tháng 5 cho chuyến tuần tra đầu tiên trong chiến tranh. Nó tiến ra Bắc Hải, rồi băng qua khe GIUK giữa quần đảo Faroe và Iceland để hoạt động trong vùng biển Bắc Đại Tây Dương về phía Nam Greenland. Nó tham gia bầy sói West vào ngày 13 tháng 5 ở vị trí về phía Đông Nam mũi Farewell, Greenland, và chỉ hai ngày sau đó chiếc tàu ngầm kịp thời hủy bỏ một cuộc tấn công bằng ngư lôi sau khi nhận ra mục tiêu là một tàu trung lập.
Đến ngày 19 tháng 5, U-109 bắt đầu theo dõi Đoàn tàu HX 126 vốn bị tàu ngầm U-94 phát hiện, và tìm thấy đoàn tàu vận tải đối phương vào ngày hôm sau. Tuy nhiên nó bị các tàu hộ tống đối phương dồn ép về phía đuôi đoàn tàu và tấn công bằng mìn sâu, nên chỉ có thể đánh chìm được một tàu buôn bị phân tán khỏi HX 126 ở vị trí 250 nmi (460 km) về phía Đông Nam mũi Farewell. Các nguồn trước đây cho rằng tàu buôn bị U-109 đánh chìm là chiếc Marconi, nhưng các nghiên cứu gần đây xác định đó là tàu buôn Anh Harpagus 5.173 GRT. Đợt phản công bằng mìn sâu của các tàu hộ tống đối phương đã gây hư hại đến mức U-109 phải kết thúc chuyến tuần tra và quay trở về căn cứ.
Trên đường hướng về vùng bờ biển Đại Tây Dương của Pháp, chiếc tàu ngầm tìm cách tấn công các tàu chiến Anh vốn đã tham gia truy đuổi thiết giáp hạm Bismarck, vốn cũng đang tìm cách quay về Pháp sau khi bị hư hại trong Trận chiến eo biển Đan Mạch. Tuy nhiên U-109 đã không tìm thấy mục tiêu nào. Nó về đến cảng Lorient vào ngày 29 tháng 5. Lorient trở thành căn cứ hoạt động của U-109 trong suốt thời gian còn lại của quãng đời hoạt động.

#### Chuyến tuần tra thứ hai
Chuyến tuần tra thứ hai bắt đầu vào ngày 28 tháng 6, khi U-109 rời cảng nhà Lorient. Kế hoạch dự định cho nó cùng ba tàu U-boat khác sẽ tấn công tàu bè đối phương chung quanh Freetown, Sierra Leone, nhờ một lượt tiếp liệu từ tàu chở dầu Corrientes, vốn đang bị lưu giữ tại quần đảo Canary thuộc Tây Ban Nha. Tuy nhiên do áp lực từ phía Anh, quan chức Tây Ban Nà từ chối cho những chiếc U-boat được tiếp liệu, nên kế hoạch đi đến Freetown bị hủy bỏ, và thay vào đó U-109 tuần tra về phía Tây quần đảo Canary.
Vào ngày 6 tháng 7, U-109 bắt đầu truy đuổi theo một mục tiêu, chiếc City of Auckland. Mãi đến ngày hôm sau nó mới đi vào vị trí thuận lợi để tấn công, nhưng bốn quả ngư lôi phóng ra đều bị trượt. Sau đó chiếc U-boat tấn công mục tiêu bằng hải pháo, nhưng City of Auckland thả một màn khói ngụy trang, bắn trả và chạy thoát.
Trong đêm 21/ 22 tháng 7, U-109 lẻn đến cảng Cádiz, Tây Ban Nha để được tiếp nhiên liệu từ tàu chở dầu Thalia. Sau đó nó gia nhập bầy sói Süd và quay trở lại khu vực quần đảo Canary. Đến ngày 30 tháng 7, nó được lệnh hướng đến vùng eo biển Gibraltar để chuẩn bị tấn công một đoàn tàu vận tải Đồng Minh. Tuy nhiên sau khi đặc vụ Đức phát hiện Đoàn tàu HG-70 rời Gibraltar vào ngày 9 tháng 8, U-109 tham gia vào cuộc truy lùng, nhưng không tìm thấy đoàn tàu đối phương. Chịu đựng mộ số hư hại bởi mìn sâu từ các tàu hộ tống đối phương thả xuống trong đêm 13 tháng 8, nó phải bỏ dỡ cuộc truy lùng để quay trở về căn cứ, đi đến Lorient vào ngày 17 tháng 8.

#### Chuyến tuần tra thứ ba
Rời Lorient vào ngày 21 tháng 9 cho chuyến tuần tra thứ ba, U-109 gặp nhiều sự cố khi lặn sâu thử nghiệm nên phải quay trở lại căn cứ, đến nơi vào ngày hôm sau. Con tàu khởi hành trở lại vào ngày 5 tháng 10 và hướng sang vùng biển Bắc Đại Tây Dương về phía Đông Nam Greenland, nơi nó trở thành hạt nhân của bầy sói Mordbrenner cùng với ba tàu U-boat khác. Sau khi chiếc U-553 phát hiện Đoàn tàu SC-48, những chiếc khác đã tham gia vào đợt tấn công, ngoại trừ U-109 được phái đi theo hướng Tây Bắc đến eo biển đảo Belle, một nhiệm vụ đặc biệt được đích thân Adolf Hitler phê duyệt, vì chính sách tránh xung đột với Hoa Kỳ và tôn trọng vùng trung lập vào giai đoạn này của Thế Chiến II. Đoàn tàu SC-48, nhờ tin tức giải mã được, đã thay đổi lộ trình và né tránh được tàu ngầm đối phương.
Đến cuối tháng 10, bầy sói Reisswolf phát hiện và tấn công Đoàn tàu ON-28, nhưng chỉ thu được kết quả hạn chế. Hai chiếc U-boat thuộc bầy sói Reisswolf tiếp tục theo dõi đoàn tàu và hướng dẫn cho bầy sói Mordbrenner tấn công. Đến sáng ngày 1 tháng 11, U-109 trông thấy hai tàu hộ tống, và truy đuổi theo các tàu buôn lớn cho đến tận eo biển Cabot, nhưng không thể tấn công. Đến ngày 2 tháng 11, U-109 được tách khỏi bầy sói Mordbrenner để hoạt động độc lập. Nó hướng xuống phía Nam, nhưng đến ngày 5 tháng 11 lại được lệnh hộ tống cho tàu vượt phong tỏa Silvaplana (một chiến lợi phẩm do tàu tuần dương Atlantis chiếm được) quay trở về Pháp. Nó về đến Lorient vào ngày 18 tháng 11.

### 1942

#### Chuyến tuần tra thứ tư
U-109 xuất phát từ Lorient vào ngày 27 tháng 12, 1941 cho chuyến tuần tra thứ tư, và đã băng qua suốt Đại Tây Dương để đánh phá tàu bè dọc theo bờ biển phía Đông của Hoa Kỳ trong khuôn khổ Chiến dịch Paukenschlag (tiếng Anh: Chiến dịch Drumbeat). Thoạt tiên được phân công khu vực dọc bờ biển Nova Scotia giữa Halifax và New York, nó phải đợi cho đến ngày 19 tháng 1, 1942 mới bắt gặp mục tiêu đầu tiên. Tuy nhiên nó lỡ mất năm lượt có thể tấn công, và phải kết thúc việc truy đuổi tại đảo Cape Sable. Sang ngày hôm sau, một quả ngư lôi nhắm vào một tàu di chuyển nhanh bị trượt mục tiêu. Mãi cho đến ngày 23 tháng 1, nó mới đánh chìm được mục tiêu đầu tiên là tàu buôn Anh Thirlby 4.887 GRT tại vị trí cách đảo Seal, Nova Scotia 12 nmi (22 km).
Hai ngày sau đó, một đợt tấn công của U-109 vào một mục tiêu phải bỏ dỡ sau khi hai tàu hộ tống đối phương xuất hiện. Đại úy Bleichrodt hạm trưởng quyết định rời bỏ tuyến hàng hải tại Canada để hướng sang khu vực New York, và để có thể tiếp tục hoạt động, ông yêu cầu được tiếp nhiên liệu từ tàu ngầm U-130, vốn đã phóng hết ngư lôi nhưng còn nhiều nhiên liệu. Khi chuẩn bị tiếp nhiên liệu vào ngày 31 tháng 1, chiếc tàu buôn Anh Tacoma Star xuất hiện lúc 16 giờ 20 phút, nên U-109 quay sang truy đuổi và đánh chìm mục tiêu 7.924 GRT lúc 03 giờ 30 phút ngày hôm sau.
Do hoàn cảnh thời tiết xấu và lỗi dẫn đường hàng hải, cuộc hẹn với U-130 bị trì hoãn cho đến ngày 4 tháng 2, khi một lần nữa một mục tiêu lại xuất hiện. U-109 tiếp tục đánh chìm tàu chở dầu Canada Montrolite 11.309 GRT vào ngày 5 tháng 2, Sau đó U-109 lại trông thấy chiếc Halcyon 3.531 GRT vào ngày 6 tháng 2, nhưng hai quả ngư lôi cuối cùng phóng ra đã không trúng đích, nên chiếc tàu buôn Panama phải bị kết liễi bằng hải pháo. Công việc tiếp nhiên liệu cuối cùng cũng được thực hiện vào ngày 6 tháng 2, và con tàu có đủ nhiên liệu để quay trở về Pháp. Trên chặng quay trở về vào ngày 16 tháng 2, nó đi ngay vào một đoàn tàu vận tải đối phương trong hoàn cảnh sương mù dày đặc, nhưng đã không báo cáo sự kiện . Tình huống này có thể đã khiến tàu ngầm U-82 bị mất tại khu vực này vài ngày trước đó. U-109 về đến Lorient vào ngày 23 tháng 2. Nó được đài BBC thông báo là đã bị đánh chìm và thủy thủ bị bắt làm tù binh chiến tranh.

#### Chuyến tuần tra thứ năm
Trong chuyến tuần tra tiếp theo kéo dài từ ngày 25 tháng 3 đến ngày 3 tháng 6, U-109 lại băng qua suốt Đại Tây Dương để hoạt động ngoài khơi bờ biển Đông Nam Hoa Kỳ. Vào ngày 20 tháng 4, nó đã đánh chìm chiếc tàu buôn Anh Harpagon 5.719 GRT ở vị trí khoảng 150 nmi (280 km) về phía Tây Bắc Bermuda. Sau đó vào ngày 1 tháng 5 đến lượt chiếc tàu buôn Anh La Paz 6.548 GRT bị hư hại do trúng ngư lôi ở vị trí khoảng 10 nmi (19 km) về phía Đông Nam mũi Canaveral, Florida. Chỉ hai ngày sau đó, chiếc U-boat phóng ngư lôi đánh chìm tàu buôn Hà Lan Laertes 5.825 GRT ở gần vị trí trên.

#### Chuyến tuần tra thứ sáu
U-109 khởi hành từ Lorient vào ngày 18 tháng 7 cho chuyến tuần tra thứ sáu, và đã hướng xuống phía Nam để hoạt động dọc theo bờ biển Tây Phi. Đây là chuyến đi dài ngày nhất của chiếc U-boat với 81 ngày hoạt động trên biển, đồng thời cũng là chuyến tuần tra thành công nhất với năm tàu tổng tải trọng 35.601 GRT bị đánh chìm. U-109 đã phóng ngư lôi đánh chìm tàu chở dầu Na Uy Arthur W. Sewall 6.030 GRT vào ngày 7 tháng 8;  sau đó lần lượt đến tàu chở dầu Anh Vimeira 5.728 GRT vào ngày 11 tháng 8; các tàu buôn Anh Ocean Might 7.173 GRT vào ngày 3 tháng 9; Tuscan Star 11.449 GRT ba ngày sau đó;  và Peterton 5.221 GRT vào ngày 17 tháng 9.  U-109 kết thúc chuyến tuần tra tại cảng Lorient vào ngày 6 tháng 10.

#### Chuyến tuần tra thứ bảy
U-109 xuất phát từ Lorient vào ngày 28 tháng 11 cho chuyến tuần tra tiếp theo, và hướng xuống phía Tây Nam để hoạt động dọc bờ biển phía Đông Bắc của lục địa Nam Mỹ. Lúc đang trên đường đi, nó tấn công một nhóm tàu chiến đối phương nhưng bị đối thủ phản công quyết liệt bằng mìn sâu. Tại khu vực phụ cận Trinidad vào ngày 26 tháng 12, chiếc U-boat chịu đựng thêm một đợt phản công từ một con tàu mà nó tấn công; hậu quả là Đại úy Bleichrodt bị suy sụp thần kinh. Cuối cùng sĩ quan hạm phó phải nắm quyền chỉ huy vào ngày 30 tháng 12 và đưa con tàu trở về căn cứ. Trên đường đi, nó gặp gỡ tàu ngầm U-558 và được bổ sung một sĩ quan vào thành phần thủy thủ đoàn. U-109 về đến căn cứ St. Nazaire bên bờ Đại Tây Dương của Pháp vào ngày 23 tháng 1, 1943, nơi Đại úy Bleichrodt được cho nhập viện.

### 1943

#### Chuyến tuần tra thứ tám
U-109 khởi hành từ cảng St. Nazaire vào ngày 3 tháng 3, 1943 cho chuyến tuần tra thứ tám, và hoạt động về phía Đông Bồ Đào Nha và chung quanh quần đảo Azores. Nó không tìm thấy mục tiêu nào, nên kết thúc chuyến tuần tra và quay trở về cảng Lorient vào ngày 1 tháng 4.

#### Chuyến tuần tra thứ chín - Bị mất
U-109 xuất phát từ cảng Lorient vào ngày 28 tháng 4 cho chuyến tuần tra thứ chín, cũng là chuyến cuối cùng, để hoạt động tại khu vực giữa Đại Tây Dương. Đến ngày 4 tháng 5, một máy bay ném bom B-24 Liberator thuộc Liên đội 89 Không quân Hoàng gia Anh lúc đang trên đường đến điểm hẹn một đoàn tàu vận tải đã phát hiện chiếc tàu ngầm đang di chuyển trên mặt nước bằng radar ở vị trí về phía Đông Bắc quần đảo Azores. Sau khi bốn quả mìn sâu được thả xuống, U-109 chìm dần xuống biển, tại tọa độ 47°22′B 22°40′T / 47,367°B 22,667°T. Rõ ràng đã có đủ thời gian để thủy thủ đoàn có thể rời tàu bằng các cửa thoát hiểm, nhưng không thấy ai rời tàu, vì vậy toàn bộ 52 thành viên thủy thủ đoàn của đều đã tử trận.

### "Bầy sói" tham gia
U-109 từng tham gia bốn bầy sói:
- West (13 – 23 tháng 5, 1941)
- Süd (22 tháng 7 - 5 tháng 8, 1941)
- Mordbrenner (16 tháng 10 - 3 tháng 11, 1941)
- Wohlgemut (12 – 18 tháng 3, 1943)

### Tóm tắt chiến công
U-109 đã đánh chìm được 12 tàu buôn với tổng tải trọng 79.969 GRT, đồng thời gây hư hại cho một tàu buôn tải trọng 6.548 GRT:
| Ngày             | Tên tàu          | Quốc tịch      | Tải trọng | Số phận      |
| ---------------- | ---------------- | -------------- | --------- | ------------ |
| 20 tháng 5, 1941 | Harpagus         | United Kingdom | 5.173     | Bị đánh chìm |
| 23 tháng 1, 1942 | Thirlby          | United Kingdom | 4.887     | Bị đánh chìm |
| 1 tháng 2, 1942  | Tacoma Star      | United Kingdom | 7.924     | Bị đánh chìm |
| 5 tháng 2, 1942  | Montrolite       | Canada         | 11.309    | Bị đánh chìm |
| 6 tháng 2, 1942  | Halcyon          | Panama         | 3.531     | Bị đánh chìm |
| 20 tháng 4, 1942 | Harpagon         | United Kingdom | 5.719     | Bị đánh chìm |
| 20 tháng 4, 1942 | La Paz           | United Kingdom | 6.548     | Bị hư hại    |
| 3 tháng 5, 1942  | Laertes          | Netherlands    | 5.825     | Bị đánh chìm |
| 7 tháng 8, 1942  | Arthur W. Sewall | Norway         | 6.030     | Bị đánh chìm |
| 11 tháng 8, 1942 | Vimeira          | United Kingdom | 5.728     | Bị đánh chìm |
| 3 tháng 9, 1942  | Ocean Might      | United Kingdom | 7.173     | Bị đánh chìm |
| 6 tháng 9, 1942  | Tuscan Star      | United Kingdom | 11.449    | Bị đánh chìm |
| 17 tháng 9, 1942 | Peterton         | United Kingdom | 5.221     | Bị đánh chìm |